# 시로쿠마 히로시
시로쿠마 히로시(일본어: 白熊 寛嗣 しろくま ひろし[*], 1979년 8월 4일 ~ )는 일본의 남성 성우. 가나가와현 요코하마시 출신. 프로덕션 바오밥 소속.

## 주요 출연작

### 외화 더빙
- 극한직업 - 고상기(류승룡)
- 독전 2 - 조원호(조진웅)